# 류경기
류경기(柳炅基, 1961년 10월 21일~)는 대한민국의 공무원 출신 정치인이다. 제10·11대 서울 중랑구청장이다. 2018년 지방 선거에서 중랑구청장에 당선되었으며, 제8회 전국동시지방선거에서 재선에 성공했다.

## 학력
- 서울문성국민학교 졸업
- 강서중학교 졸업
- 대신고등학교 졸업
- 서울대학교 사회과학대학 정치학 학사
- 서울시립대학교 대학원 행정학 박사

## 경력
- 1985.11: 제29회 행정고시 합격
- 1986: 서울특별시청 지방행정사무관
- 1996.07~1996.12: 서울특별시청 기획담당관 기획조정계장
- 1997.01~1999.12: 서울특별시청 강동구 시민복지국 국장
- 2000.01~2002.05: 서울특별시청 산업정책과 과장
- 2002.06~2003.12: 서울특별시청 국제협력담당관
- 2004.01~2006.12: 서울특별시청 기획담당관
- 2007.01~2007.12: 서울특별시청 비서실장
- 2008.01~2008.12: 서울특별시청 경영기획관
- 2009.01~2010.12: 서울특별시청 디자인서울총괄본부 부본부장
- 2011.01~2011.11: 서울특별시청 한강사업본부 본부장
- 2011.11~2012.12: 서울특별시청 대변인
- 2012.12~2013.08: 서울특별시청 행정국 국장
- 2013.09~2014.08: 서울시립대학교 행정학과 겸임교수
- 2014.07~2015.06: 서울특별시청 기획조정실 실장
- 2015.07~2017.12: 서울특별시 행정1부시장
- 2018.01: 더불어민주당 입당
- 더불어민주당 정책위원회 부의장
- 더불어민주당 서울특별시당 중랑구 을 지역위원회 부위원장
- 2018.07~2022.06: 제10대 서울특별시 중랑구청장(민선 7기, 더불어민주당, 초선)
- 2018.07~: 더불어민주당 중앙위원
- 2022.07~: 제11대 서울특별시 중랑구청장(민선 8기, 더불어민주당, 재선)

## 역대 선거 결과
|  | 61.86% |

|  | 53.02% |

## 같이 보기
- 서울특별시 부시장
- 중랑구청장